# Assalt al Blanquerna
L'assalt al Blanquerna va ser una irrupció violenta d'un grup de catorze persones ultradretans unionistes que van succeir l'11 de setembre de 2013 al Centre Cultural Blanquerna, la delegació del Govern de la Generalitat de Catalunya a Madrid, durant l'acte oficial per la Diada de 2013.

## Fets
Un grup d'unes quinze persones d'extrema dreta amb banderes espanyoles preconstitucionals, de la Falange i Alianza Nacional van assaltar l'acte institucional de la Diada a Madrid, que se celebrava a la llibreria Centre Cultural Blanquerna de la capital espanyola. Van agredir algunes de la seixantena de persones presents, com el diputat Josep Sánchez i Llibre, van provocar destrosses al mobiliari urbà i van tirar gas vesicant, mentre cridaven «No ens enganyin, Catalunya és Espanya». Va acabar amb cinc ferits lleus, entre els quals una nena de quatre anys, per contusions i l'efecte del gas.
La Policia espanyola va detenir a 14 persones com a responsables dels fets, tots de formacions ultres com La Falange o Alianza Nacional.

## Judici
L'1 d'octubre de 2013, la fiscalia del Tribunal Suprem va obrir diligències informatives preprocessals per decidir la il·legalització del partit Alianza Nacional a causa els fets de la llibreria Blanquerna. Si s'hagués decidit tirar endavant, hauria sigut la primera des de la il·legalització del PCE(r) que no fos un partit de l'esquerra abertzale.
El febrer de 2016, l'Audiència Provincial de Madrid va condemnar els assaltants a penes d'entre sis i vuit mesos de presó, sense fer cas de les peticions d'entre dos i cinc anys i mig de presó sol·licitades per la fiscalia. El gener de 2017, el Tribunal Suprem (TS) va elevar la pena a entre 3 i 4 anys en aplicar l'agreujant de discriminació ideològica. No obstant això, el Tribunal Constitucional (TC) va admetre a tràmit els recursos de la defensa. Es va ordenar la repetició del judici perquè va es considerar que el TS havia infringit greument el principi acusatori i també l'exclusió dels agreujants de discriminació ideològica i danys en béns públics. A l'estiu de 2020, el TS en va fer una segona revisió i va rebaixar la condemna a poc més de dos anys i mig de presó, concretament entre dos anys i set mesos i dos anys i nou mesos de presó.
Durant aquests processos i resolucions dels recursos, es va suspendre l'entrada dels condemnats a la presó. Es va marcar el 8 d'abril de 2021 com el dia límit per l'ingrés voluntari a la presó però va ser novament suspès a l'últim dia per la presentació de nous recursos d'empara al TC per part de la defensa. La suspensió no va afectar pas a dos dels condemnats que tenien un ordre de crida i cerca perquè havien fugit de la justícia. Després de la condemna, dos dels implicats, Manuel Andrino Lobo i Jesús Fernando Fernández-Gil, van ser els candidats 1 i 8, respectivament, de la llista de Falange Espanyola a les eleccions a l'Assemblea de Madrid del 4 de maig de 2021. En darrera instància, Pedro Chaparro, secretari general de Democracia Nacional, va presentar un recurs d'empara però la sala segona del Tribunal Constitucional el va desestimar «per manca d’especial transcendència constitucional».
El 16 de novembre de 2021, l'Audiència Provincial de Madrid va ordenar l'ingrés a presó per als deu dels catorze condemnats, en compliment d'una pena de dos anys i mig per desordres públics. D'aquesta forma els van citar el 25 i 29 de novembre perquè recollissin l'ordre d'ingrés voluntari a un centre penitenciari, data a partir de la qual tota persona té un termini de deu dies per a ingressar a presó. Si bé, aquest termini no es pot suspendre mitjançant interposició de recurs, sí que és cert que hi ha la potestat per a presentar-ne un en els tres primers dies. Pel que fa als altres condemnats, dos van sol·licitar l'indult i estaven pendents de resolució, motiu pel qual l'Audiència Provincial de Madrid va demanar informació de l'estat de la qüestió al Tribunal Suprem. Dels dos restants, Tomás Bor va entrar el maig de 2021 al centre d'inserció social Victoria Kent de Madrid, i ja tenia el tercer grau penitenciari, i l'altre, Juan Luis López García, continuava en crida i cerca. Una setmana més tard, el Tribunal Superior de Justícia de Madrid (TSJM) va anunciar que la petició d'ingrés era contra vuit persones i no deu, perquè la Secció 30 de l'Audiència Provincial de Madrid va rebre quatre, i no dues, sol·licituds d'indult. En aquest sentit, el novembre de 2021 la sala segona del Tribunal Suprem va rebutjar l'indult a Pablo P., Pedro C., Paula M., Juan Pedro C., Javier Marcos A., Víctor D. i Santiago C. Si bé el Tribunal Suprem ja s'havia manifestat, el 22 de desembre de 2021 la secció 30 de l'Audiència Provincial de Madrid va acceptar l'ajornament d'ingrés a presò a dos dels condemnats: Pedro Chaparro entraria el 9 de març perquè seria pare en les pròximes setmanes i Paula Mijares el 26 de gener «per motius laborals».
Finalment, el desembre de 2021 van entrar a presó José Pedro Cruz (dia 13 a la presó de Madrid-Alcalá) i Íñigo Pérez de Herrasti (dia 15 a la presó de Madrid VI-Aranjuez); a l'inici de gener de 2022, Manuel Andrino Lobo, Jesús Fernando Fernández-Gil i Sergio Reguilón; el febrer, Javier Marcos; i al març, Pedro Chaparro. En el moment de l'ingrés de Chaparro a la presó de Madrid-I per un delicte contra el dret de reunió i per desordres públics, cinc dels catorze condemnats restaven a l'espera de saber si rebien o no l'indult sol·licitat. No obstant això, a l'abril de 2022, set dels vuit ingressats a presó, comptant a Tomás Bor com a un d'ells, ja van obtenir el règim de semillibertat del tercer grau, és a dir, l'obligació d'anar a la presó només per anar a dormir de diumenge a dijous. L'únic que va restar a la presó va ser Íñigo Pérez de Herrasti, vinculat al grup neonazi Alianza Nacional, ja que l'any 2000 va ser condemnat a 14 anys de presó per planificar un atemptat amb armes i explosius contra familiars de presos d'ETA.